# Pentastiridius confumata
Pentastiridius confumata är en insektsart som beskrevs av Alexander Fyodorovich Emeljanov 1992. Pentastiridius confumata ingår i släktet Pentastiridius och familjen kilstritar. Inga underarter finns listade i Catalogue of Life.